# Transtorno explosivo intermitente
O transtorno explosivo intermitente (TEI) é uma desordem comportamental caracterizada por explosões de raiva e violência, que são desproporcionais com a situação em questão (por exemplo, gritos impulsivos desencadeados por eventos relativamente inconsequentes). A agressão impulsiva não é premeditada e é definida por uma reação desproporcional a qualquer provocação, real ou percebida. Alguns indivíduos relataram mudanças afetivas antes de uma explosão (por exemplo, tensão, mudanças de humor, mudanças de energia, etc.).
A desordem é atualmente categorizada no Manual Diagnóstico e Estatístico de Transtornos Mentais (DSM-5). O transtorno em si não é facilmente caracterizado e muitas vezes exibe comorbidade com outros transtornos do humor, particularmente transtorno bipolar. Os indivíduos diagnosticados com TEI relatam que suas explosões são breves (com duração inferior a uma hora), com uma variedade de sintomas corporais (sudorese, gagueira, aperto no peito, espasmos e palpitações) relatados por um terço de uma amostra. Os atos agressivos são frequentemente relatados, acompanhados por uma sensação de alívio e, em alguns casos, prazer, mas muitas vezes seguido de remorso posterior.

## Sintomas
A pessoa apresenta dificuldade para controlar o impulso agressivo, na maioria das vezes, sua reação é explosiva e sempre muito desproporcional a situação que a desencadeou. Por exemplo: uma pessoa tem uma crise de fúria, joga coisas, xinga, grita porque a fila do cinema não anda. Essas atitudes não são premeditadas, ou seja, trata-se realmente de um impulso. Os portadores relatam que, às vezes, por uma fração de segundos, tem consciência do que está por ocorrer, mas não conseguem se controlar. Descrevem que esses momentos são precedidos de excitação crescente, alto nível de tensão, palpitações, aperto no peito, pensamentos raivosos etc., que os levam a fortes impulsos de agir agressivamente.
Após o ocorrido, sentem alívio da tensão e por algum tempo, acreditam que seus comportamentos são justificáveis. Invariavelmente, quando conseguem pensar com mais calma, sentem-se genuinamente arrependidos, com vergonha, culpados, tristes e confusos. O sentimento de base para o TEI é a raiva. Devemos, porém, considerar que a raiva é uma emoção normal que pode ocasionar sentimentos como aborrecimento ou irritação, e que somente quando fora de controle, torna-se destrutiva, causando problemas nas relações pessoais, de trabalho e qualidade de vida.  Os indivíduos com esse transtorno frequentemente expressam raiva intensa e inadequada (para o estresse causado pelo ambiente ou situação), ou têm dificuldade para controlar essa raiva. São constantes também o extremo sarcasmo, a persistente amargura ou explosões verbais.
A raiva frequentemente vem à tona quando uma pessoa de sua simpatia é tida por eles como negligente, omisso, indiferente ou prestes a abandoná-lo. Durante períodos de extremo estresse pode ocorrer ideação paranóide ou sintomas dissociativos transitórios (por ex., despersonalização) mas estes, em geral, têm gravidade ou duração insuficiente para indicarem um outro diagnóstico psiquiátrico. Normalmente a maioria das pessoas acometidas desse mal acha que isso é normal e nega ser doente. A negação também faz parte das doenças da mente, mas se submetidas ao exame de "mapeamento cerebral" ficarão estarrecidas com o resultado porque o exame irá denunciá-las.
O Transtorno Explosivo Intermitente se percebe naquele indivíduo que, popularmente, é descrito como tendo “pavio curto” por não conseguir resistir aos seus impulsos agressivos. Desta forma se tornam pessoas que têm dificuldade em avaliar as consequências de seus atos e são levados a ter comportamentos agressivos, ataques de fúria e de agressividade. Tais como: ameaçar, berrar, xingar, fazer gestos obscenos, falar palavrões, desrespeitar leis de trânsito, atirar objetos, envolver-se em brigas com a família, no trabalho, nas relações sociais e destruir objetos e propriedades. No entanto, seus ataques de agressividade não são premeditados, o que faz sentirem-se responsáveis por seus atos, demonstrando arrependimento, vergonha, culpa e tristeza.

## Causas
As causas podem ser biológicas e/ou psico-sociais:
- Biológica: disfunção na produção de serotonina.
- Psico-sociais: Essas pessoas normalmente conviveram em famílias instáveis onde as explosões verbais e brigas são frequentes. Muitas vezes encontram-se nesses ambientes pessoas dependentes de  álcool ou drogas. O portador apresenta baixa tolerância à frustração e dificuldade para administrar sentimentos de  raiva e hostilidade, são instáveis afetivamente pois não sabem controlar seus sentimentos e emoções. Entendem que “o mundo está contra eles” e acabam por repetir o mesmo modelo de comportamento vivenciado na infância, acreditando ser essa uma forma de restaurar a auto-estima fragilizada.

## Diagnóstico

### DSM-5
Os atuais critérios do DSM-5 para Transtorno Explosivo Intermitente incluem:
A. Explosões comportamentais recorrentes representando uma falha em controlar impulsos agressivos, conforme manifestado por um dos seguintes aspectos:
1. Agressão verbal (p. ex., acessos de raiva, injúrias, discussões ou agressões verbais) ou agressão física dirigida a propriedade, animais ou outros indivíduos, ocorrendo em uma média de duas vezes por semana, durante um período de três meses. A agressão física não resulta em danos ou destruição de propriedade nem em lesões físicas em animais ou em outros indivíduos.
2. Três explosões comportamentais envolvendo danos ou destruição de propriedade e/ou agressão física envolvendo lesões físicas contra animais ou outros indivíduos ocorrendo dentro de um período de 12 meses.

B. A magnitude da agressividade expressa durante as explosões recorrentes é grosseiramente desproporcional em relação provocação ou a quaisquer estressores psicossociais precipitantes. 

C. As explosões de agressividade recorrentes não são premeditadas (i.e., são impulsivas e/ou decorrentes de raiva) e não têm por finalidade atingir algum objetivo tangível (p. ex., dinheiro, poder, intimidação). 

D. As explosões de agressividade recorrentes causam sofrimento acentuado ao indivíduo ou prejuízo no funcionamento profissional ou interpessoal ou estão associadas a consequências financeiras ou legais. 

E. A idade cronológica é de pelo menos 6 anos (ou nível de desenvolvimento equivalente). 

F. As explosões de agressividade recorrentes não são mais bem explicadas por outro transtorno mental (p. ex., transtorno depressivo maior, transtorno bipolar, transtorno disruptivo da desregulação do humor, um transtorno psicótico, transtorno da personalidade antissocial, Transtorno de personalidade limítrofe) e não são atribuíveis a outra condição médica (p. ex., traumatismo craniano, doença de Alzheimer) ou aos efeitos fisiológicos de uma substância (p. ex., droga de abuso, medicamento). No caso de crianças com idade entre 6 e 18 anos, o comportamento agressivo que ocorre como parte do transtorno de adaptação não deve ser considerado para esse diagnóstico.
Nota: Este diagnóstico pode ser feito em adição ao diagnóstico de Transtorno do déficit de atenção com hiperatividade, transtorno da conduta, transtorno de oposição desafiante ou transtorno do espectro autista nos casos em que as explosões de agressividade impulsiva recorrentes excederem aquelas normalmente observadas nesses transtornos e justificarem atenção clínica independente.

### Diagnósticos diferenciais
Muitos transtornos psiquiátricos e alguns transtornos por uso de substâncias estão associados ao aumento da agressão e são frequentemente comórbidos com TEI, muitas vezes dificultando o diagnóstico diferencial. Indivíduos com TEI têm, em média, quatro vezes mais probabilidade de desenvolver transtornos depressivos ou ansiosos e três vezes mais propensos a desenvolver transtornos por uso de substâncias.
O transtorno bipolar tem sido associado ao aumento da agitação e do comportamento agressivo em alguns indivíduos, mas para esses indivíduos a agressividade é limitada a episódios maníacos e/ou depressivos, enquanto que indivíduos com TEI apresentam comportamento agressivo mesmo durante períodos de neutropenia. ou humor positivo. Em um estudo clínico, os dois distúrbios co-ocorreram em 60% das vezes. Os pacientes relatam sintomas maníacos que ocorrem imediatamente antes de irromperem e continuarem. De acordo com um estudo, a idade média de início do TEI era cerca de cinco anos mais cedo do que a idade de início do transtorno bipolar, indicando uma possível correlação entre os dois.
Da mesma forma, o álcool e outros transtornos pelo uso de substâncias podem apresentar aumento da agressividade, mas, a menos que essa agressão seja experimentada fora dos períodos de intoxicação aguda e abstinência, nenhum diagnóstico de TEI é dado. Para transtornos crônicos, como a reação aguda ao estresse, é importante avaliar se o nível de agressão atende aos critérios do TEI antes do desenvolvimento de outro transtorno. No transtorno de personalidade antissocial, a agressão interpessoal é geralmente de natureza instrumental (isto é, motivada por recompensas tangíveis), enquanto o TEI é mais uma reação impulsiva e não premeditada ao estresse situacional.

## Epidemiologia
Três estudos populacionais em países diferentes estimaram que entre 4 e 6% da população possuem os critérios do DSM-IV para serem diagnosticados com esse transtorno. É mais comum em homens do que em mulheres. Com a expansão dos critérios para incluir violência moral, a prevalência deve aumentar significativamente.

## Tratamento
O tratamento é feito por terapia comportamental cognitiva e medicação psicotrópica, embora as opções farmacêuticas tenham sucesso limitado, podem ser úteis para as prováveis comorbidades. A terapia ajuda o paciente a reconhecer os impulsos na esperança de alcançar um nível de consciência e controle das explosões, além de tratar o estresse emocional que acompanha esses episódios.
Vários esquemas terapêuticos são freqüentemente indicados para pacientes explosivos. A terapia para desenvolver habilidades sociais, técnicas de relaxamento e de enfrentamento demonstrou sucesso preliminar em grupos e individuais em comparação com grupos de controle na lista de espera. Esta terapia consiste em 12 sessões, as três primeiras enfocando o treinamento de relaxamento, na reestruturação cognitiva, desenvolvimento de assertividade e em uma exposição a fatores estressantes em ambiente terapêutico. As sessões finais concentram-se em resistir aos impulsos agressivos e outras medidas preventivas.
Dentre as opções farmacológicas, os pacientes com transtorno explosivo intermitente podem responder ao tratamento com antidepressivos, calmantes da família das benzodiazepinas ou estabilizadores de humor.